# 李小力
李小力（1956年—），女，中国大陆演员。出生于吉林省长春市。
1985年凭借电影《人生》获得第8届大众电影百花奖最佳女配角提名名单。